# Уруть водная
Уру́ть во́дная (лат. Myriophýllum aquáticum) — вид цветковых растений рода Уруть семейства Сланоягодниковые (Haloragaceae).

## Синонимы
В синонимику вида входят следующие названия:
- Enydria aquatica Vell.
- Myriophyllum brasiliense Cambess.
- Myriophyllum proserpinacoides 
Gillies ex Hook. & Arn.

## Ареал и местообитание

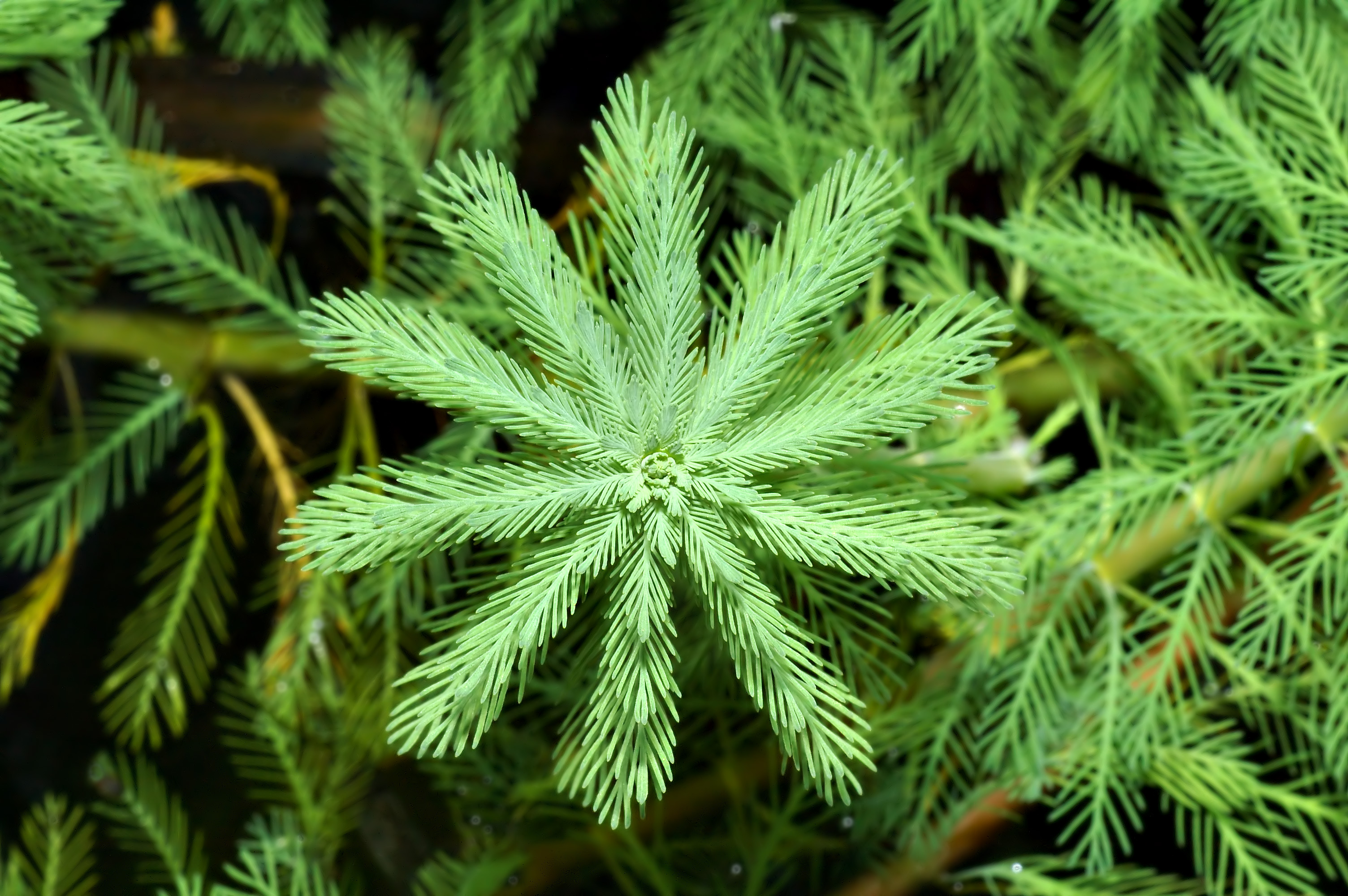

Исконно уруть водная произрастала в реке Амазонке в Южной Америке, однако сейчас этот вид может быть найден на любом континенте кроме Антарктиды. Считается, что он проник в Северную Америку примерно в конце 1800-х годов. В США он был впервые обнаружен в Вашингтоне (округ Колумбия) в 1890-х годах . Уруть водная обычно растёт в пресноводных ручьях, прудах, озёрах, реках и каналах с высоким содержанием питательных веществ. В течение XX века этот вид распространился на территориях Южной Африки, Японии, Англии, Новой Зеландии и Австралии. Он предпочитает тёплый климат и потому в изобилии произрастает в южных частях США.

## Ботаническое описание
Многолетнее растение. Листья, похожие на перья, собраны в мутовки по 4—6 вокруг стебля. Полупогружённые листья и стебли являются наиболее отличительной чертой этого растения, так как они могут возвышаться над водой на высоте до 0,3 м и выглядеть почти как маленькое дерево. Деревянистые полупогружённые стебли достигают до 1,5 м в высоту, так что они могут простираться и на берег. Листья имеют цвет от сине-зелёного до серо-зелёного с восковым оттенком, листовые пластинки глубоко изрезаны на множество узких долей. 
Цветки сидячие, розовато-белые, достигают приблизительно 0,16 см длиной. Они пазушные, не собраны в соцветия. Весной, когда вода теплеет, уруть водная начинает цвести. Большинство растений цветут весной, однако некоторые также цветут осенью. Гермафродитных цветков нет, все цветки —либо мужские, либо женские. Практически все растения этого вида — женские, в самом деле, вне Южной Америки не существует ни одного мужского растения этого вида. Североамериканские растения не образуют семян. В этих случаях уруть размножается бесполым путём (вегетативное размножение). Новые растения вырастают из частей уже укоренившихся растений. Кроме того, растение может захватывать новые территории, размножаясь фрагментами корневища. 
Кассельманн (англ. Kasselmann) недавно описал новую разновидность, M. aquaticum var. santacatarinense, отличающуюся от исходной более деревянистыми и крепкими стеблями и более малочисленными и широкими листочками сложного листа.

## Хозяйственное значение и применение
Растение применяется в аквариумистике для использования как в доме, так и на улице. Популярно как растение для водного сада. Оно легко размножается, и поэтому этот вид во многих районах стал инвазивным и злостным сорняком . Во Флориде, США, земляные блошки используют уруть как растения-хозяина для своих личинок.